# Luxembourg aux Jeux olympiques d'hiver de 1994
Le Luxembourg aux Jeux olympiques d'hiver de 1994 marque la troisième participation consécutive du Luxembourg aux Jeux olympiques d'hiver. C'est aussi la dernière fois que le Grand Duché participe aux épreuves de ski alpin. Marc Girardelli en est encore l'unique athlète, Georges Diderich étant porte-drapeau.

## Médailles
- Aucune : 4e en Super G et 5e en Descente

## Délégation
- : Marc Girardelli